# 东胜西站
东胜西站，位于内蒙古自治区鄂尔多斯市东胜区鄂尔多斯装备制造基地。于2013年10月18日开通运营，原先停靠包神铁路东胜站的旅客列车全部转移至该站。东胜西站距东胜区城区约18公里，距康巴什区城区约16公里，有发往东胜区、康巴什区、伊金霍洛旗的公交车及出租车。本站为呼和浩特铁路局包头直属站管辖的客货运车站，经过铁路有包西铁路和东铜铁路，距包头站111公里。

## 旅客列车目的地
东胜西站目前有15趟旅客列车（截至2025年1月5日一季度调图）
呼和浩特铁路局列车（包括集通公司）：鄂尔多斯-包头（两对动车组）、包头东-鄂尔多斯、包头-北京西、呼和浩特-上海（上海方向单向停靠）、呼和浩特东-杭州、呼和浩特-昆明。
哈尔滨铁路局列车：海拉尔-成都西。